# Un pasteur d'enfer
Un pasteur d'enfer (titre original : Soul Man) est une série télévisée américaine de 25 épisodes de 22 minutes, créée par Matt Williams, Carmen Finestra et David McFadzean et diffusée entre le 15 avril 1997 et le 26 mai 1998 sur la chaîne ABC.
En France, elle est diffusée à partir du 25 février 2000 sur Série Club.

## Synopsis
à Royal Oak, dans le Michigan, Mike Weber est un prêtre épiscopal. Veuf, il doit assumer à la fois ses quatre enfants, ses paroissiens obstinés mais aussi un vicaire aux oreilles humides qui s'avère être le neveu de son évêque...

## Fiche technique
- Titre original : Soul Man
- Création : Matt Williams, Carmen Finestra et David McFadzean
- Réalisation : John Pasquin, Andrew Tsao, Ted Wass, Gil Junger, Peter Bonerz, Don Scardino et Will Mackenzie
- Scénario : Matt Williams, Carmen Finestra, David McFadzean, Sarit Catz, Steve Paymer, Jon Pollack, Pat Dougherty, Danny Smith, Tom Leopard, David Richardson, Karin Kelly, Gloria Ketterer, Mary Pat Walsh et Elliot Shoenman
- Musique : Dan Foliart
- Sociétés de production : Wind Dancer Productions, Touchstone Television et Hostage Productions
- Producteurs exécutifs : Matt Williams, Carmen Finestra, David McFadzean, Dan Aykroyd, David Richardson et Elliot Shoenman
- Pays d'origine :  États-Unis
- Langue originale : Anglais
- Genre : Sitcom, Comédie
- Durée : 25 x 22 minutes

## Distribution
- Dan Aykroyd (VF : Richard Darbois) : le révérend Mike Weber
- Anthony Clark (VF : Thierry Wermuth) : le révérend Todd Tucker
- Kevin Sheridan (VF : Tony Marot) : Kenny Weber
- Brendon Ryan Barrett (VF : Arthur Douieb) : Andy Weber
- Courtney Chase (VF : Kelly Marot) : Meredith Weber
- Spencer Breslin (saison 1) puis Michael Finiguerra (saison 2) (VF : Jim Redler) : Fred Weber
- Dakin Matthews (VF : Roger Carel) : l'évêque Peter Jerome
- Anne Lambton (VF : Perrette Pradier) : Glenda

Source : Liste des voix françaises sur Doublage Series Database.
- Version française
  - Studio de doublage : Dubbing Brothers
  - Direction artistique : Nathalie Raimbault
  - Adaptation : ?

## Listes des épisodes

### Saison 1 (1997)
- Urges and Lies
- Communion Wine and Convicts
- Cinderella and the Funeral

### Saison 2 (1997 - 98)
- Mike's Awakening
- Hello Todd, Hello Nancy, Goodbye Harley
- The Lost Sheep Squadron
- Trick and Treat
- Public Embarrassment and Todd's First Sermon
- Camping and Housekeepers
- Three Priests and a Baby
- Attic Box Blues
- Christmas Ruined My Life
- Yes Sir, That's My Baby
- Holy Rollers
- A Kiss is Just a Kiss
- The Stan Plan
- The Choir Boys
- Todd and the Bod
- Grabbed by an Angel
- Just the Three of Us
- Raising Heck
- The Good Shepherd
- Who Killed St. Shepherd?
- Play Ball
- Little Black Dress

## Commentaires
- Le titre original de la série (Soul Man) est une référence à la chanson éponyme, écrite et composée par Isaac Hayes et David Porter, popularisée par Sam and Dave puis reprise par les Blues Brothers dont Dan Aykroyd faisait jadis partie.
- À la saison 2, Spencer Breslin ne reprend pas le rôle de Fred Weber. Il est remplacé au pied levé par Michael Finiguerra.